# Jean-Joseph Benjamin-Constant
Jean-Joseph Constant (París, 10 de junio de 1845-París, 26 de mayo de 1902), más conocido como Benjamin-Constant, fue un pintor orientalista y grabador francés. Además fue uno de los retratistas preferidos por la alta sociedad británica hacia fines del siglo XIX.

## Biografía
Fue hijo del geógrafo Joseph-Jean-Baptiste Constant y de Catherine Pichot-Duclos. A la muerte de su madre en 1847, Benjamin-Constant fue atendido por sus tías que vivían en Toulouse. 
A partir de 1860 estudió en la École des beaux-arts de Toulouse, donde fue alumno de Jules Garipuy, antes de entrar en la École des beaux-arts de Paris en 1866. Fue alumno de Alexandre Cabanel, a quien sucedió en ese minsmo establecimiento. Su primera orientación, el orientalismo, fue una influencia de Eugène Delacroix así como por su estadía en 1870 en Tánger (Marruecos), en compañía de los pintores Georges Clairin y Henri Regnault. Ese mismo año de 1870 volvió a Francia, participando entonces en la guerra franco-prusiana.
El 18 de marzo de 1871, se casó en París con Delphine Badié.
Y de 1871 hasta 1873, visitó España y volvió a Marruecos, instalándose en Tánger. Hasta 1889, expuso con regularidad en el Salón de París telas de inspiración orientalista, que tuvieron una buena acogida. Su reconocimiento artístico fue en constante aumento debido a sus trabajos y exposiciones, y el 8 de noviembre de 1875 en París contrajo nuevo matrimonio con Catherine-Jeanne Arago (hija de Emmanuel Arago) con la que tendrá dos hijos.
En lo profesional se orientó entonces a la decoración y los retratos. En materia de decoración, hizo algunos trabajos de tipo monumental, entre ellos el muro de la sala de los ilustres del Capitole de Toulouse, los techos interiores del Hôtel de ville de París y del Théâtre National de l'Opéra-Comique, así como varias pinturas murales en la Sorbonne de Paris. En 1888, viajó a Estados Unidos y a Montreal (Canadá). Sucedió luego a Gustave Boulanger como enseñante en la Académie Julian donde tuvo como alumno nada menos que a Paul Peel. El año siguiente, recibió la medalla de oro de la Exposition universelle de Paris.

## Alumnos destacados
- Henri Biva (1848-1928) en la Académie Julian;
- Camille Godet entre 1898 y 1900 ;
- Louis Abel-Truchet en la 'Académie Julian' ;
- Paul Peel en la Académie Julian.
- Eurilda Loomis France.[1]

## Lista de obras
| Obra | Título                                                                | Fecha     | Dimensiones (en cm) | Notas | Lugar de conservación                                    |
|      | Antigone près du corps de Polynice                                    | 1868      | 33 x 41             |       | Toulouse, museo de los Agustinos                         |
|      | Hamlet et le roi                                                      | 1869      | 171,5 x 136         |       | Paris, museo de Orsay                                    |
|      | Odalisque                                                             | ca. 1870  | 115 x 149           |       | Colección particular (depósito en París, museo de Orsay) |
|      | Samson et Dalila                                                      | 1872      |                     |       | Localización actual desconocida                          |
|      | Portrait de Monsieur Léonce Berthomieu                                | 1873      | 81 x 104            |       | Narbona, museo de arte y de historia                     |
|      | Portrait de Madame Léonce Berthomieu                                  | 1873      | 85 x 108            |       | Narbona, museo de arte y de historia                     |
|      | L'Immaculée Conception (esbozo)                                       | 1874      | 41 x 27,1           |       | París, musée du Petit Palais                             |
|      | Prisonniers marocains                                                 | 1875      | 186 x 391           |       | Burdeos, museo de Bellas Artes                           |
|      | L'entrée du sultan Mehmet II à Constantinople (esbozo)                | 1876      | 54 x 45             |       | Luxeuil, museo de la Tour des échevins                   |
|      | L'entrée du sultan Mehmet II à Constantinople (esbozo)                | 1876      | 44 x 32             |       | Colección particular                                     |
|      | L'entrée du sultant Mehmet II à Constantinople                        | 1876      | 697 x 536           |       | Toulouse, museo de los Agustinos                         |
|      | Arabes assis                                                          | 1877      |                     |       | Nueva York, Musée d'art Dahesh                           |
|      | Le soir sur les terrasses                                             | 1879      | 123 x 198,5         |       | Montreal, museo de Bellas Artes                          |
|      | La favorite de l'émir                                                 | ca. 1879  | 142,2 x 221         |       | Washington, U.S. Navy Museum                             |
|      | Les derniers rebelles, scène d'histoire marocaine (esbozo)            | 1880      | 100 x 134           |       | Colección particular                                     |
|      | Les derniers rebelles, scène d'histoire marocaine                     | 1880      | 240 x 410           |       | Besanzón, musée des Beaux-Arts                           |
|      | Portrait de Juliette Adam                                             | 1881      | 60 x 48,5           |       | Versalles, museo nacional del château                    |
|      | Passe-temps d'un kalife (Séville, XIIIe siècle)                       | 1881      |                     |       | Localización actual desconocida                          |
|      | Hérodiade                                                             | 1881      | 132 x 96            |       | Colección particular                                     |
|      | Le lendemain d'une victoire à l'Alhambra                              | 1882      | 132,1 x 106         |       | Montreal, musée des Beaux-Arts                           |
|      | Marchand de tapis à Tanger                                            | 1883      |                     |       | Colección particular                                     |
|      | Les Chérifas                                                          | 1884      | 247 x 410           |       | Carcasona, museo de Bellas Artes                         |
|      | Les Chérifas (reducción)                                              | 1884      | 114 x 195           |       | Pau, musée des Beaux-Artmuseo de Bellas Artes            |
|      | Les Chérifas (reducción)                                              | 1884      | 49 x 81             |       | Colección particular                                     |
|      | La Justice du chérif, Espagne mauresque, XVe siècle                   | 1885      | 369 x 664           |       | Destruida (antes en el castillo de Lunéville)            |
|      | Judith                                                                | 1886      | 242 x 133           |       | Localización actual desconocida                          |
|      | Judith (reducción)                                                    | 1886      | 64 x 34             |       | Colección particular                                     |
|      | Justinien ou Conspiration (esbozo)                                    | 1886      | 60 x 84             |       | Newport City Council                                     |
|      | Justinien                                                             | 1886      | 378 x 662           |       | Localización actual desconocida                          |
|      | Judith                                                                | 1875-1885 | 120,7 x 80          |       | Nueva York, The Metropolitan Museum of Art               |
|      | Le masque de Beethoven                                                | 1887      | 56 x 45             |       | Toulouse, museo de los Agustinos                         |
|      | Orphée                                                                | 1887      |                     |       | Localización actual desconocida                          |
|      | Théodora                                                              | 1887      | 225 x 125           |       | Buenos Aires, Museo Nacional de Bellas Artes             |
|      | Théodora (reducción)                                                  | 1887      | 133 x 76            |       | Colección particular                                     |
|      | Portrait d'Emmanuel Arago                                             | 1888      | 65 x 50             |       | Toulouse, museo de los Agustinos                         |
|      | Les funérailles de l'émir                                             | 1889      | 278 x 428           |       | París, musée du Petit Palais                             |
|      | Paris conviant le monde à ses fêtes (esbozo)                          | 1889      | 58,5 x 82,3         |       | París, musée du Petit Palais                             |
|      | Portrait du capitaine Frangeul                                        | 1890      | 24,5 x 19           |       | Nantes, museo de Bellas Artes                            |
|      | Paris conviant le monde à ses fêtes (esbozo en grisaille)             | 1890      | 35 x 43,5           |       | París, musée du Petit Palais                             |
|      | Paris conviant le monde à ses fêtes (esbozo)                          | vers 1891 | 46,5 x 61,5         |       | París, musée du Petit Palais                             |
|      | Paris conviant le monde à ses fêtes                                   | 1891      |                     |       | Paris, Ayuntamiento                                      |
|      | Le comte de Toulouse fait bénir ses étendards à Saint-Sernin (esbozo) |           | 70 x 52             |       | Toulouse, museo de los Agustinos                         |
|      | Autoportrait                                                          | 1892      | 28 x 19             |       | Toulouse, museo de los Agustinos                         |
|      | Portrait de Jules Clarétie                                            | 1893      | 50 x 40             |       | Versalles, musée national du château                     |
|      | Portrait d'André Benjamin-Constant                                    | 1895      | 117 x 86,5          |       | París, museo de Orsay                                    |
|      | Portrait d'Alfred Chauchard                                           | 1896      | 130,5 x 97          |       | París, museo de Orsay                                    |
|      | Portrait d'Henri d'Orléans, duc d'Aumale                              | 1896      | 263 x 215           |       | Chantilly, museo Condé                                   |
|      | Portrait du comte Armand                                              | 1897      | 67 x 50             |       | Marsella, museo de Bellas Artes                          |
|      | La Glorification de la Musique (esbozo)                               | 1898      | 59 x 56             |       | París, museo de Orsay                                    |
|      | La Glorification de la Musique                                        | 1899      |                     |       | París, Opéra Comique                                     |
|      | Les routes de l'air                                                   | 1900      | 400 x 500           |       | París, museo de Orsay                                    |
|      | Portrait d'Angèle Delasalle                                           | 1900      | 101 x 76,5          |       | París, musée du Petit Palais                             |
|      | Tête de pape                                                          |           | 65,5 x 54,5         |       | Toulouse, museo de los Agustinos                         |
|      | Beethoven, la sonate au clair de lune                                 |           | 190 x 305           |       | Lille, musée des Beaux-Arts                              |
|      | Portrait de jeune homme barbu, dit l'albinos                          |           | 73,5 x 61           |       | Toulouse, museo de los Agustinos                         |
|      | Portrait d'Emmanuel, fils de l'artiste                                |           | 29,5 cm de diamètre |       | Toulouse, museo de los Agustinos                         |
|      | Un gardien de harem                                                   |           | 46 x 33             |       | Vendôme, museo municipal                                 |
|      | Portrait de Madame Philippe Caraguel                                  |           | 83 x 109            |       | Narbona, museo de arte y de historia                     |
|      | Portrait de Philippe Caraguel                                         |           | 83 x 109            |       | Narbona, museo de arte y de historia                     |
|      | Portrait de femme, "Tante Anna"                                       |           | 56 x 44             |       | Montpellier, museo Fabre                                 |
|      | Portrait de femme                                                     |           | 54,5 x 45,5         |       | Guéret, musée d'art et d'archéologie                     |
|      | Intérieur de harem                                                    |           |                     |       | Lille, museo de Bellas Artes                             |
|      | Cour marocaine                                                        |           | 94 x 76             |       | París, musée du Quai Branly                              |
|      | A l'étal du boucher                                                   |           | 68 x 65             |       | París, musée du Quai Branly                              |
|      | Scène des Orientales                                                  |           | 65 x 54             |       | París, musée du Petit Palais                             |
|      | Saint Joseph père nourricier du Christ                                |           | 130 x 95            |       | Villers-sur-Mer, iglesia Saint-Martin                    |